# Övraby socken, Skåne
Övraby socken i Skåne ingick i Ingelstads härad med en del före 1891 i Herrestads härad, ingår sedan 1971 i Tomelilla kommun och motsvarar från 2016 Övraby distrikt.
Socknens areal är 12,63 kvadratkilometer varav 12,49 land. År 2000 fanns här 167 invånare.  Kyrkbyn Övraby med Övrabyborg och sockenkyrkan Övraby kyrka ligger i socknen.

## Administrativ historik
Socknen har medeltida ursprung. År 1635 införlivades Nedraby socken (Arvelunde). Före 1891 hörde en del av Fårarp till Herrestads härad och Malmöhus län.
Vid kommunreformen 1862 övergick socknens ansvar för de kyrkliga frågorna till Övraby församling och för de borgerliga frågorna bildades Övraby landskommun. Landskommunen uppgick 1952 i Glemmingebro landskommun som upplöstes 1971 då denna del uppgick i Tomelilla kommun. Församlingen uppgick  2002 i Smedstorps församling.
1 januari 2016 inrättades distriktet Övraby, med samma omfattning som församlingen hade 1999/2000.  
Socknen har tillhört län, fögderier, tingslag och domsagor enligt vad som beskrivs i artikeln Ingelstads härad. De indelta soldaterna tillhörde Södra skånska infanteriregementet, Ingelsta kompani och Skånska dragonregementet, Borreby skvadron, Borreby kompani.

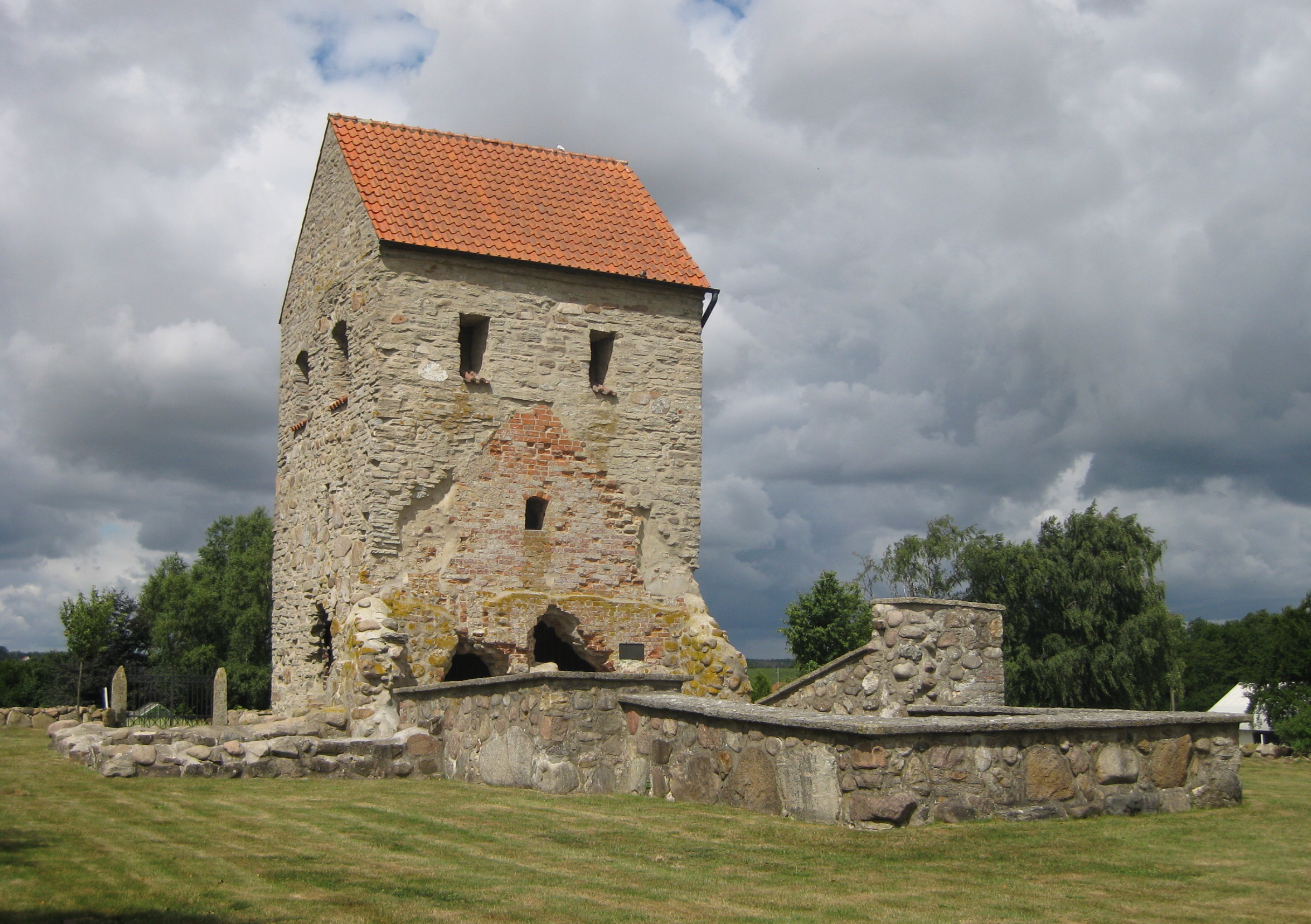
Nedraby kyrkoruin

## Geografi
Övraby socken ligger nordost om Ystad på Österlen kring Nybroån i söder och med Örupsån i norr. Socknen är en odlingsbygd.

## Fornlämningar
Från bronsåldern finns tre gravhögar.

## Namnet
Namnet skrevs 1422 Öffräby och kommer från kyrkbyn. Efterleden är by, 'gård; by'. Förleden övre syftar på att den ligger längre bort än den intilliggande byn Nedraby.
Namnet var mellan 1940 och 1962 Öraby socken.